# Bolonia

Die Bucht von Bolonia von der Düne aus. Am Horizont ist der Berg Djebel Musa in Marokko zu erkennen

Bolonia ist ein an der Costa de la Luz gelegenes Dorf im Süden Andalusiens. Er gehört zur Gemeinde Tarifa in der Provinz Cádiz und liegt an der Straße von Gibraltar gegenüber der Marokkanischen Stadt Tanger. 
Die Bucht von Bolonia mit ihrem etwa 3,8 km langen und bis zu 70 m breiten Sandstrand wird im Westen begrenzt durch das Kap Camarinal und im Osten durch den Punta Paloma. Zum dünn besiedelten Landesinneren hin erheben sich die Sierra de La Plata, die Sierra de la Higuera und die Loma San Bartolomé.

## Baelo Claudia
Am Ortsrand von Bolonia befindet sich Baelo Claudia, eine der besterhaltenen römischen Siedlungen Spaniens. Seit 1917 finden hier Ausgrabungen statt. 
Das Grabungsgelände kann besichtigt werden, ein Besucherzentrum informiert über die Funde.

## Sanddüne von Bolonia

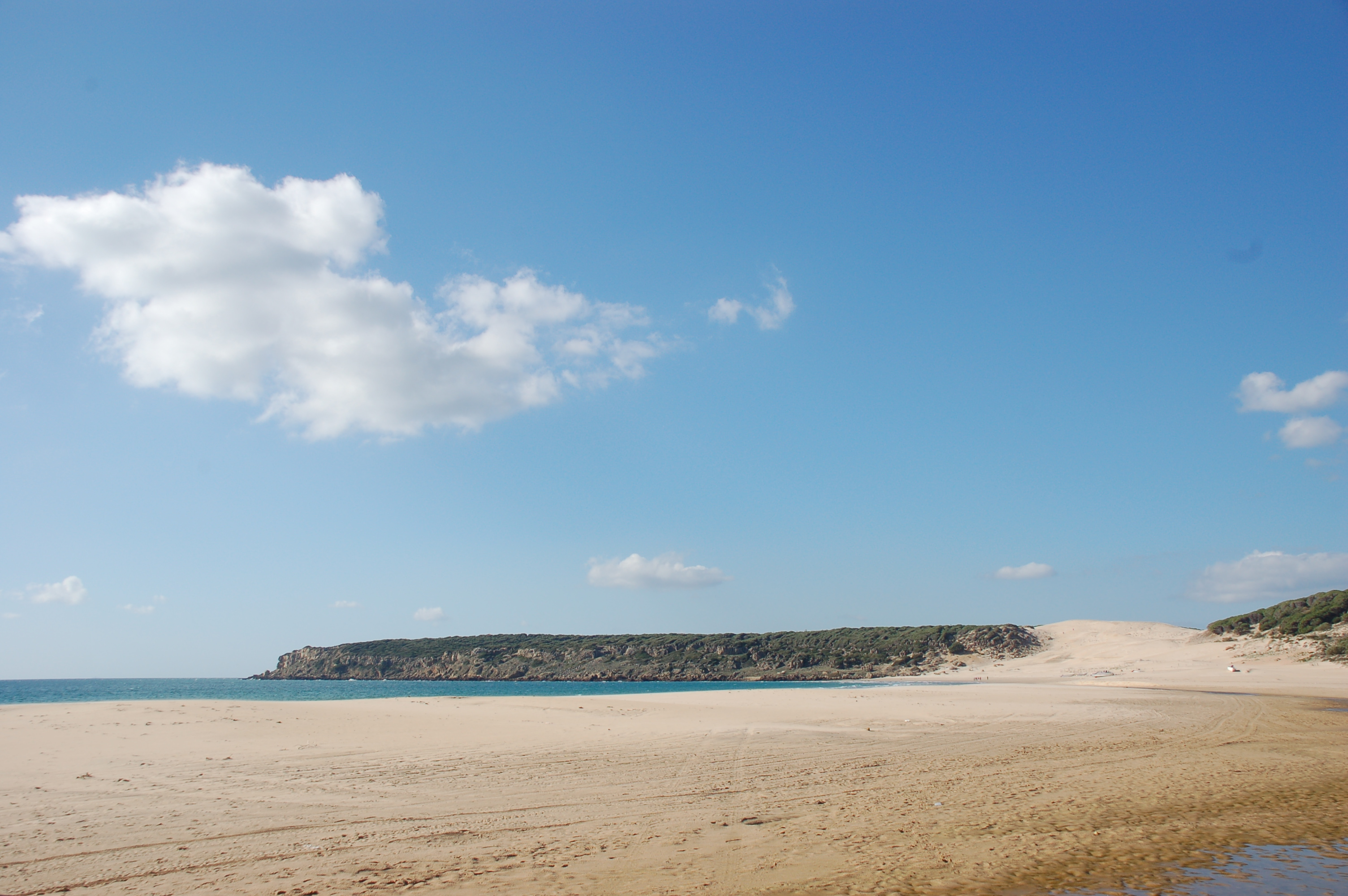
Die Düne von Bolonia (rechts im Bild)

Am westlichen Ende des Sandstrands von Bolonia befindet sich die seit 2001 für ihre ökologische Bedeutung als Naturmonument geschützte Düne von Bolonia. Die Düne wie auch die sie umgebenden Berge sind Teil des Parque Natural del Estrecho (Naturpark Straße von Gibraltar).
Die Düne, mehr als 30 m hoch und 200 m breit, sticht aus einem weiten Dünensystem heraus. Der Dünenkomplex gehört zu den wenigen in Andalusien, die – gespeist vom Wind Levante, der hier frontal auf das Ende der Bucht prallt – fortdauernd ins Landesinnere vorrücken.
Abgesehen vom Gewöhnlichen Strandhafer können sich unter diesen Bedingungen keine Pflanzen ansiedeln. Die Düne dringt in einen Pinienbestand ein. Das kontinuierliche Fortschreiten des Sandes führt unweigerlich zum Absterben der Pinien, die dabei verschüttet werden.